# Ракитовець (Копер)
Ракитовець (словен. Rakitovec) — поселення в общині Копер, Регіон Обално-крашка, Словенія. Висота над рівнем моря: 533,2 м.